# نفرکاحور
نِفِرکاحور به گمانی یکی از فرعون‌های دودمان هشتم مصر در دوره نخست میانی مصر بوده است. تنها منبعی از مصر کهن که نام او را در بر دارد، فهرست پادشاهان ابیدوس است. نام او ۵۰امین نام پادشاهی قرار گرفته در این فهرست است. نام او به معنای «حوروس شکرگزار کا است» می‌باشد. نام او در اسناد معاصر ذکر نشده است.